# 结缔组织
結締組織属于脊椎動物基本組織之一，是由细胞和大量细胞外基质构成的组织，具有连接、固结、支持、保护、贮存营养、物质运输等功能。在胚胎發育中，結締組織係由中胚層的間充質發育而來。
- 廣義上，結締組織包括固有結締組織（connective tissue proper）、特殊结缔组织（special connective tissue）两大类。特殊结缔组织包括軟骨組織、骨組織、血液、淋巴[1][2][3]。
- 狹義上，結締組織僅限固有結締組織。固有結締組織又分為疏鬆結締組織（蜂窩組織）、緻密結締組織、脂肪組織、網狀結締組織、彈性結締組織（另有書籍將此歸類於緻密結締組織的一種）[4][5]:35。
- 更狭义地，结缔组织仅指疏松结缔组织和致密结缔组织[6]。

## 功能
结缔组织具有多种功能，这取决于细胞的类型和所涉及的不同类型的纤维，主要包括连接、支持、保护、防御、营养、修复和储水等。

## 分类

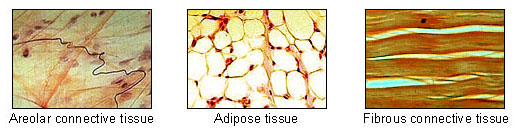
蜂窝结缔组织、脂肪组织、纤维结缔组织
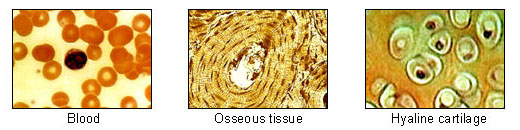
血液、骨组织、软骨组织

### 固有結締組織
狹義上的結締組織即指固有結締組織:21。固有結締組織又分為疏鬆結締組織（蜂窩組織）、緻密結締組織、脂肪組織，網狀結締組織、彈性結締組織。
纤维结缔组织（fibrous connective tissue）则是疏松结缔组织、致密结缔组织以及处于两者之间过渡类型的结缔组织的统称。

### 骨組織/軟骨組織

顯微鏡下的骨組織

軟骨組織和骨組織分別為軟骨和骨的主要組分。軟骨和骨又構成了人體的骨骼系統。其中，軟骨略有彈性，為胚胎早期的主要支架成分，但在胚胎發育過程中以及出生後一段時間，軟骨逐漸為骨所取代。成年後，軟骨僅分佈於一些特殊區域:42。

### 血液與淋巴
血液為循環流動在心血管系統內的液態組織。血液由血漿和多種血細胞和組成。淋巴則為流動在淋巴管內的液體，由組織液流入淋巴形成。淋巴最終匯入靜脈。淋巴中含有淋巴細胞，在不同的生理情況下，淋巴的組成也不同。:80

## 纖維類型
在細胞外基質中發現的纖維類型包括膠原纖維、彈性纖維和網狀纖維。基質是一種清澈、無色且黏稠的液體，其中含有葡萄糖胺聚糖和蛋白聚糖，使膠原纖維能夠固定在細胞間隙中。非纖維性結締組織的例子包括脂肪組織和血液。脂肪組織為身體提供了「機械緩衝」等功能。儘管脂肪組織中沒有密集的膠原網絡，但膠原纖維和膠原薄片使脂肪細胞群能夠緊密結合在一起，以便保持脂肪組織在壓縮下保持固定（例如，腳底）。基質物質和蛋白質（纖維）共同形成了結締組織的基質。
I型膠原蛋白存在於許多類型的結締組織中，佔哺乳動物體內總蛋白質含量的約25%。
| 組織     | 目的                     | 成分                 | 位置                                                     |
| -------- | ------------------------ | -------------------- | -------------------------------------------------------- |
| 膠原纖維 | 將骨骼和其他組織相互結合 | α多肽鏈              | 肌腱、韌帶、皮膚、角膜、軟骨、骨骼、血管、腸道和椎間盤。 |
| 彈性纖維 | 讓動脈和肺等器官回縮     | 彈性微纖維和彈性蛋白 | 細胞外基質                                               |
| 網狀纖維 | 為其他細胞形成支架       | III型膠原蛋白        | 肝臟、骨髓和淋巴                                         |

## 外部連接
- Encyclopædia Britannica, Connective Tissue （页面存档备份，存于）
- Overview at kumc.edu （页面存档备份，存于）
- UIUC組織學主題 230
- Connective tissue atlas at uiowa.edu
- Questions and Answers about Heritable Disorders of Connective Tissue - US National Institute of Arthritis and Musculoskeletal and Skin Diseases
- Connective Tissue Photomicrographs （页面存档备份，存于）